# Willy Emborg
Willy Emborg (ur. 8 września 1921 r. w Kongens Lyngby, Dania) – duński kolarz szosowy, medalista mistrzostw Danii, zwycięzca 3. edycji Wyścigu Pokoju, uczestnik mistrzostw świata w kolarstwie szosowym.

## Sukcesy
- 1945
  - 2. miejsce w wyścigu amatorów Stjernløbet.
- 1946
  - 3. miejsce w mistrzostwach Danii w kolarstwie szosowym.
  - 4. miejsce w mistrzostwach świata w kolarstwie szosowym w wyścigu amatorów.
- 1947
  - 2. miejsce w mistrzostwach Danii w kolarstwie szosowym.
- 1949
  - 3. miejsce w mistrzostwach Danii w kolarstwie szosowym.
- 1950
  - 1. miejsce w klasyfikacji generalnej Wyścigu Pokoju i 2. miejsce w klasyfikacji drużynowej.
    - 1. miejsce na V etapie Wyścigu Pokoju.
- 1951
  - 1. miejsce w Mistrzostwach Skandynawii (Nordisk Mesterskab) w drużynowym wyścigu szosowym.